# Глядень (деревня, Красноярский край)
Глядень — деревня в Назаровском районе Красноярского края России. Входит в состав Красносопкинского сельсовета.

## География
Деревня находится на расстоянии 52 км к югу от города Назарово, административного центра района.

## Население
| 2010 |
| ---- |
| 145  |

### Гендерный состав
По данным Всероссийской переписи населения 2010 года в деревне проживало 145 человек (74 мужчины и 71 женщина).